# 兵庫県立川西明峰高等学校
兵庫県立川西明峰高等学校（ひょうごけんりつ かわにしめいほうこうとうがっこう）は、兵庫県川西市にある公立の高等学校である。

## 沿革
- 1976年4月8日 - 開校式と第1回入学式を行う
- 1993年 - 第65回選抜高等学校野球大会に出場
- 2013年 - いじめ防止基本方針を制定
- 2013年 - 創立記念日を4月1日から11月1日に変更[1]

## 学科
- 全日制課程
  - 普通科

## 類型
- 国際情報[2]
- 自然科学
- 自己探求

## 部活動
本校は10人未満の場合は「同好会」と呼ぶ。生徒会から承認を受けると「部」に昇格する。

### 運動系
- 陸上競技部
- 野球部 - 1993年春（第65回選抜高等学校野球大会）出場
- サッカー部
- ハンドボール部
- テニス部
- ラグビー部　－　創部2年目にして県大会ベスト8へ進出
- バスケットボール部
- バレーボール部
- バドミントン部
- ダンス部
- 剣道部
- 柔道部
- ワンダーフォーゲル部[3]
- 卓球部[4] - 平成25年度兵庫県高校総合体育大会に出場し2回戦敗退、平成27年度兵庫県高校総合体育大会　卓球競技阪神地区予選会に出場し3回戦敗退
- フットサル同好会 - 2011年に発足した
- 水泳同好会

### 文化系
- ESS同好会
- 吹奏楽部
- 放送部
- 演劇部
- 茶華道部 - 1週間に1度しか活動していない
- 美術部
- 理科部
- フォークソング部 - 数十年前に軽音部と統合された
- 文芸・漫画研究部
- 家庭科部
- 書道同好会
- 写真同好会
- パソコン部

## 著名な出身者
- 古田敦也 - 元東京ヤクルトスワローズ選手・監督
- 米原眞司 - ガラス工芸作家
- 上田現 - J-POPシンガーソングライター兼音楽プロデューサー
- 武田圭史 - 慶應義塾大学環境情報学部教授